# Anteoninae
Anteoninae es una subfamilia de insectos, avispillas parásitas, de la familia Dryinidae. Parasitan a Cicadellidae. Son de distribución mundial. Es una de las subfamilias más grandes de Dryinidae con  más de 250 especies en 5 géneros vivientes. Se conocen géneros fósiles.

## Géneros
- Anteon Jurine, 1807
- Deinodryinus R.C.L. Perkins, 1907
- Lonchodryinus Kieffer, 1905
- Metanteon Olmi, 1984
- Prioranteon Olmi 1984

Fósiles
- †Anteonopsis
- †Burmanteon